# Новопокровка (Кыштовский район)
Новопокровка — упразднённая деревня в Кыштовском районе Новосибирской области. Входила в состав Большереченского сельсовета. Упразднена в 2010 г.

## География
Площадь деревни — 13 гектаров.

## История
Основана в 1923 г. В 1928 году состояла из 22 хозяйств, основное население — чуваши. В составе Алексеевского сельсовета Мало-Красноярского района Барабинского округа Сибирского края.

## Население
| 1926 | 2002 | 2007 |
| ---- | ---- | ---- |
| 88   | ↘0   | →0   |

## Инфраструктура
В деревне по данным на 2007 год отсутствует социальная инфраструктура.